# Rivalité entre la Belgique et le Luxembourg en football
Les équipes belges et luxembourgeoises se sont rencontrées à de nombreuses reprises mais entre 1924 et 1976, à l'exception de matchs de qualifications pour un tournoi majeur, c'est principalement l'équipe « réserve » ou équipe B des Diables Rouges, aussi dite des « aspirants », qui est opposée à l'équipe du Luxembourg. Ces deux voisins se sont rencontrés au total plus de 90 fois, ce qui fait de chacune des équipes un des adversaires les plus fréquents de l'autre. Du point de vue du Luxembourg, la Belgique est d'ailleurs l'adversaire primordial.

## Sélections nationales
Ces deux nations se sont affrontées à raison de 2 à 3 fois l'an depuis leur première rencontre le 4 mai 1924, la plupart du temps dans le cadre de rencontres amicales.
La Belgique et le Grand-Duché se sont affrontés trois fois durant des éliminatoires pour la Coupe du monde (éliminatoires 1938 et de 1990).
En ce qui concerne le Championnat d'Europe des nations, les deux pays se sont rencontrés six fois lors des éliminatoires pour l'Euro 1968, pour l'Euro 1988 et pour l'Euro 1992.
Elles ne se sont jamais affrontées en phase finale de ces compétitions, le Luxembourg n'étant encore jamais parvenu à se qualifier, mais se sont néanmoins trouvée opposées lors des Jeux olympiques d'Amsterdam (en 1928).
La dernière confrontation date du 26 mai 2014, les Diables Rouges ont sévèrement corrigé les Lions Rouges (5-1), avec notamment le premier triplé de la carrière de Romelu Lukaku.

### Tableau des confrontations
|    | Date              | Lieu       | Match                 | Score | Compétition                                                               |
| 1  | 27 mai 1928       | Amsterdam  | Belgique - Luxembourg | 5-3   | Jeux olympiques 1928 (huitièmes de finale) [1],[2]                        |
| 2  | 13 mars 1938      | Luxembourg | Luxembourg - Belgique | 2-3   | Éliminatoires de la Coupe du monde 1938 (Zone Europe, Groupe 9) [3],[4]   |
| 3  | 13 mai 1945       | Luxembourg | Luxembourg - Belgique | 4-1   | Match amical [5],[6]                                                      |
| 4  | 23 février 1946   | Charleroi  | Belgique - Luxembourg | 7-0   | Match amical [7],[8]                                                      |
| 5  | 19 mars 1967      | Luxembourg | Luxembourg - Belgique | 0-5   | Éliminatoires du Championnat d'Europe 1968 (Groupe 7) [9]                 |
| 6  | 22 novembre 1967  | Bruges     | Belgique - Luxembourg | 3-0   | Éliminatoires du Championnat d'Europe 1968 (Groupe 7) [10]                |
| 7  | 20 mai 1971       | Luxembourg | Luxembourg - Belgique | 0-4   | Match amical [11]                                                         |
| 8  | 7 novembre 1971   | Verviers   | Belgique - Luxembourg | 1-0   | Match amical [12],[13]                                                    |
| 9  | 27 février 1980   | Bruxelles  | Belgique - Luxembourg | 5-0   | Match amical [14]                                                         |
| 10 | 14 octobre 1986   | Luxembourg | Luxembourg - Belgique | 0-6   | Éliminatoires du Championnat d'Europe 1988 (Groupe 7) [15]                |
| 11 | 11 novembre 1987  | Bruxelles  | Belgique - Luxembourg | 3-0   | Éliminatoires du Championnat d'Europe 1988 (Groupe 7) [16],[17]           |
| 12 | 1er juin 1989     | Lille      | Luxembourg - Belgique | 0-5   | Éliminatoires de la Coupe du monde 1990 (Zone Europe, Groupe 7) [18],[19] |
| 13 | 25 octobre 1989   | Bruxelles  | Belgique - Luxembourg | 1-1   | Éliminatoires de la Coupe du monde 1990 (Zone Europe, Groupe 7) [20]      |
| 14 | 27 février 1991   | Bruxelles  | Belgique - Luxembourg | 3-0   | Éliminatoires du Championnat d'Europe 1992 (Groupe 5)                     |
| 15 | 11 septembre 1991 | Luxembourg | Luxembourg - Belgique | 0-2   | Éliminatoires du Championnat d'Europe 1992 (Groupe 5) [21],[22]           |
| 16 | 18 novembre 1998  | Luxembourg | Luxembourg - Belgique | 0-0   | Match amical [23]                                                         |
| 17 | 1er mars 2006     | Luxembourg | Luxembourg - Belgique | 0-2   | Match amical [24],[25],[26]                                               |
| 18 | 19 novembre 2008  | Luxembourg | Luxembourg - Belgique | 1-1   | Match amical [27],[28],[29]                                               |
| 19 | 26 mai 2014       | Genk       | Belgique - Luxembourg | 5-1   | Match amical [30],[31]                                                    |
| 20 | 8 juin 2024       | Bruxelles  | Belgique - Luxembourg | 3-0   | Match amical                                                              |

|    | Date              | Lieu               | Match                   | Score | Compétition                                                      |
| 1  | 4 mai 1924        | Arlon              | Belgique B - Luxembourg | 2-1   | Match amical                                                     |
| 2  | 11 mai 1924       | Luxembourg         | Luxembourg - Belgique B | 2-1   | Match amical                                                     |
| 3  | 5 octobre 1924    | Malines            | Belgique B - Luxembourg | 4-1   | Match amical                                                     |
| 4  | 14 février 1926   | Differdange        | Luxembourg - Belgique B | 1-1   | Match amical                                                     |
| 5  | 5 décembre 1926   | Charleroi          | Belgique B - Luxembourg | 6-1   | Match amical                                                     |
| 6  | 1er avril 1928    | Luxembourg         | Luxembourg - Belgique B | 2-3   | Match amical                                                     |
| 7  | 4 novembre 1928   | Gand               | Belgique B - Luxembourg | 1-1   | Match amical                                                     |
| 8  | 9 février 1930    | Differdange        | Luxembourg - Belgique B | 0-1   | Match amical                                                     |
| 9  | 1er juin 1930     | Bruges             | Belgique B - Luxembourg | 7-4   | Match amical                                                     |
| 10 | 1er mars 1931     | Luxembourg         | Luxembourg - Belgique B | 2-3   | Match amical                                                     |
| 11 | 14 février 1932   | Charleroi          | Belgique B - Luxembourg | 6-3   | Match amical                                                     |
| 12 | 5 juin 1933       | Luxembourg         | Luxembourg - Belgique B | 3-1   | Match amical (Tournoi des 4 nations, 25e anniversaire de la FLF) |
| 13 | 21 janvier 1934   | Luxembourg         | Luxembourg - Belgique B | 2-3   | Match amical                                                     |
| 14 | 25 février 1934   | Bruxelles          | Belgique B - Luxembourg | 2-3   | Match amical                                                     |
| 15 | 10 mai 1934       | Liège              | Belgique B - Luxembourg | 4-1   | Match amical                                                     |
| 16 | 14 avril 1935     | Luxembourg         | Luxembourg - Belgique B | 5-3   | Match amical                                                     |
| 17 | 28 avril 1935     | Arlon              | Belgique B - Luxembourg | 3-1   | Match amical                                                     |
| 18 | 16 février 1936   | Luxembourg         | Luxembourg - Belgique B | 5-5   | Match amical                                                     |
| 19 | 26 avril 1936     | Arlon              | Belgique B - Luxembourg | 3-1   | Match amical                                                     |
| 20 | 11 avril 1937     | Esch-sur-Alzette   | Luxembourg - Belgique B | 1-5   | Match amical                                                     |
| 21 | 6 mai 1937        | Arlon              | Belgique B - Luxembourg | 3-0   | Match amical                                                     |
| 22 | 24 avril 1938     | Arlon              | Belgique B - Luxembourg | 9-3   | Match amical                                                     |
| 23 | 29 janvier 1939   | Dudelange          | Luxembourg - Belgique B | 5-3   | Match amical                                                     |
| 24 | 30 avril 1939     | Arlon              | Belgique B - Luxembourg | 3-0   | Match amical                                                     |
| 25 | 10 mars 1940      | Luxembourg         | Luxembourg - Belgique B | 3-4   | Match amical                                                     |
| 26 | 7 avril 1940      | Bruxelles          | Belgique B - Luxembourg | 1-1   | Match amical                                                     |
| 27 | 5 mai 1946        | Luxembourg         | Luxembourg - Belgique B | 1-5   | Match amical                                                     |
| 28 | 30 octobre 1946   | Tournai            | Belgique B - Luxembourg | 2-1   | Match amical                                                     |
| 29 | 4 mai 1947        | Luxembourg         | Luxembourg - Belgique B | 3-3   | Match amical                                                     |
| 30 | 22 février 1948   | Luxembourg         | Luxembourg - Belgique B | 2-0   | Match amical                                                     |
| 31 | 6 mai 1948        | Liège              | Belgique B - Luxembourg | 1-0   | Match amical                                                     |
| 32 | 21 novembre 1948  | Luxembourg         | Luxembourg - Belgique B | 1-7   | Match amical                                                     |
| 33 | 13 mars 1949      | Charleroi          | Belgique B - Luxembourg | 6-0   | Match amical                                                     |
| 34 | 6 novembre 1949   | Charleroi          | Belgique B - Luxembourg | 3-2   | Match amical                                                     |
| 35 | 16 avril 1950     | Luxembourg         | Luxembourg - Belgique B | 2-4   | Match amical                                                     |
| 36 | 12 novembre 1950  | Luxembourg         | Luxembourg - Belgique B | 2-2   | Match amical                                                     |
| 37 | 15 avril 1951     | Bruges             | Belgique B - Luxembourg | 3-3   | Match amical                                                     |
| 38 | 25 novembre 1951  | Bruges             | Belgique B - Luxembourg | 2-0   | Match amical                                                     |
| 39 | 6 avril 1952      | Luxembourg         | Luxembourg - Belgique B | 2-3   | Match amical                                                     |
| 40 | 19 octobre 1952   | Luxembourg         | Luxembourg - Belgique B | 1-1   | Match amical                                                     |
| 41 | 26 novembre 1952  | Bruxelles          | Belgique B - Luxembourg | 4-1   | Match amical                                                     |
| 42 | 14 mars 1954      | Luxembourg         | Luxembourg - Belgique B | 0-1   | Match amical                                                     |
| 43 | 9 mai 1954        | Charleroi          | Belgique B - Luxembourg | 8-0   | Match amical                                                     |
| 44 | 24 octobre 1954   | Luxembourg         | Luxembourg - Belgique B | 0-4   | Match amical                                                     |
| 45 | 16 janvier 1955   | Namur              | Belgique B - Luxembourg | 4-1   | Match amical                                                     |
| 46 | 25 septembre 1955 | Luxembourg         | Luxembourg - Belgique B | 3-3   | Match amical                                                     |
| 47 | 16 octobre 1955   | Courtrai           | Belgique B - Luxembourg | 5-0   | Match amical                                                     |
| 48 | 14 octobre 1956   | Luxembourg         | Luxembourg - Belgique B | 6-4   | Match amical                                                     |
| 49 | 23 décembre 1956  | Courtrai           | Belgique B - Luxembourg | 1-0   | Match amical                                                     |
| 50 | 17 novembre 1957  | Diest              | Belgique B - Luxembourg | 2-1   | Match amical                                                     |
| 51 | 2 mars 1958       | Luxembourg         | Luxembourg - Belgique B | 1-2   | Match amical                                                     |
| 52 | 28 septembre 1958 | Luxembourg         | Luxembourg - Belgique B | 2-2   | Match amical                                                     |
| 53 | 11 novembre 1958  | Jambes             | Belgique B - Luxembourg | 3-2   | Match amical                                                     |
| 54 | 30 septembre 1959 | Alost              | Belgique B - Luxembourg | 2-1   | Match amical                                                     |
| 55 | 28 février 1960   | Luxembourg         | Luxembourg - Belgique B | 2-5   | Match amical                                                     |
| 56 | 2 octobre 1960    | Luxembourg         | Luxembourg - Belgique B | 2-4   | Match amical                                                     |
| 57 | 9 mars 1961       | Jambes             | Belgique B - Luxembourg | 3-0   | Match amical                                                     |
| 58 | 12 novembre 1961  | Turnhout           | Belgique B - Luxembourg | 2-1   | Match amical                                                     |
| 59 | 1er avril 1962    | Arlon              | Belgique B - Luxembourg | 4-1   | Match amical                                                     |
| 60 | 14 octobre 1962   | Luxembourg         | Luxembourg - Belgique B | 0-2   | Match amical                                                     |
| 61 | 3 mars 1963       | Ostende            | Belgique B - Luxembourg | 3-0   | Match amical                                                     |
| 62 | 1er décembre 1963 | Beringen           | Belgique B - Luxembourg | 4-2   | Match amical                                                     |
| 63 | 3 mai 1964        | Luxembourg         | Luxembourg - Belgique B | 0-1   | Match amical                                                     |
| 64 | 21 octobre 1964   | Tongres            | Belgique B - Luxembourg | 5-1   | Match amical                                                     |
| 65 | 28 février 1965   | Luxembourg         | Luxembourg - Belgique B | 2-2   | Match amical                                                     |
| 66 | 10 novembre 1965  | Jambes             | Belgique B - Luxembourg | 2-1   | Match amical                                                     |
| 67 | 17 avril 1966     | Luxembourg         | Luxembourg - Belgique B | 1-3   | Match amical                                                     |
| 68 | 23 octobre 1966   | Verviers           | Belgique B - Luxembourg | 5-1   | Match amical                                                     |
| 69 | 1er mai 1968      | Luxembourg         | Luxembourg - Belgique B | 0-1   | Match amical                                                     |
| 70 | 8 décembre 1968   | Luxembourg         | Luxembourg - Belgique B | 0-1   | Match amical                                                     |
| 71 | 5 novembre 1969   | Charleroi          | Belgique B - Luxembourg | 3-2   | Match amical                                                     |
| 72 | 28 octobre 1973   | Libramont-Chevigny | Belgique B - Luxembourg | 6-0   | Match amical                                                     |
| 73 | 8 décembre 1974   | Luxembourg         | Luxembourg - Belgique B | 1-8   | Match amical                                                     |
| 74 | 24 avril 1976     | Lierre             | Belgique B - Luxembourg | 3-0   | Match amical                                                     |
| 75 | 10 novembre 1976  | Differdange        | Luxembourg - Belgique B | 0-4   | Match amical                                                     |

### Bilan

#### Belgique A
- Total de matchs disputés : 18 (+ 1)
- Victoires de la Belgique : 14 (+ 1) (77,8%)
- Victoires du Grand-Duché de Luxembourg : 1 (5,5 %)
- Matchs nuls : 3 (16,7 %)
- Buts marqués par la Belgique : 57 (+ 5)
- Buts marqués par le Luxembourg : 11 (+ 1)

#### Belgique B
- Total de matchs disputés : 75
- Victoires de la Belgique B : 57 (76 %)
- Victoires du Grand-Duché de Luxembourg : 7 (9,3 %)
- Matchs nuls : 11 (14,7 %)
- Buts marqués par la Belgique B : 245
- Buts marqués par le Luxembourg : 107

### Commentaires
1  : Première sélection pour Louis Versyp du côté belge et pour Bernard Fischer (en) du côté luxembourgeois.
2  : Premier but en sélection pour Louis Versyp du côté belge et pour Guillaume Schütz (en) et Robert Theissen (en) du côté luxembourgeois.
3  : Première sélection pour Corneel Seys du côté belge et pour Georges Gales (lb) du côté luxembourgeois.
4  : Premier et unique but en sélection pour François De Vries du côté belge et premier but en sélection pour Camille Libar du côté luxembourgeois.
5  : Première sélection pour Fernand Massay, Victor Lemberechts, Henri Coppens et Léon Gillaux du côté belge et pour Bernard Michaux (en), Marcel Lahure (lb), Paul Reuter (lb) et Nicolas Pauly (en) du côté luxembourgeois.
6  : Premier et unique but en sélection pour Léon Gillaux.
7  : Première sélection pour Adolf De Buck, Albert De Cleyn et René Thirifays du côté belge et pour Nicolas Kettel et Victor Feller (en) du côté luxembourgeois.
8  : Premier but en sélection pour Henri Coppens et premiers buts (quintuplé) en sélection pour Albert De Cleyn qui devient le 2e joueur belge à réussir cet exploit après Robert De Veen (en 1911) et avant Josip Weber (en 1994).
9  : Première sélection pour Florent Bohez.
10  : Première sélection pour Alfons Peeters et Jean Dockx.
11  : Première sélection pour Pierrot Langers (en).
12  : Première sélection pour Léon Dolmans et Maurice Martens du côté belge et pour Nicolas Kettel et Victor Feller (en) du côté luxembourgeois.
13  : Premier et unique but en sélection pour Erwin Vandendaele.
14  : Première sélection pour Marc Millecamps du côté belge et pour Henri Bossi (en) du côté luxembourgeois.
15  : Première sélection pour Jeff Saibene.
16  : Première sélection pour Pascal Plovie, Paul De Mesmaeker, Francky Dekenne et Peter Creve.
17  : Premier but en sélection pour Marc Degryse et premier et unique but en sélection pour Peter Creve.
18  : Marc Van Der Linden devient le 1er joueur belge à réussir l'exploit d'inscrire un quadruplé, il sera imité par Romelu Lukaku (en 2023).
19  : Le Stade Municipal de Luxembourg en pleine rénovation, les Lions Rouges ont dû s'exiler à Lille, au Stade Grimonprez-Jooris, pour recevoir la Belgique.
20  : Premier but en sélection pour Bruno Versavel du côté belge et pour Guy Hellers du côté luxembourgeois.
21  : Première sélection pour Dirk Medved du côté belge et pour Thomas Wolf (en) du côté luxembourgeois.
22  : Premier match de Paul Van Himst en tant que sélectionneur national.
23  : Première sélection pour Ronny Gaspercic, Chris Janssens, Davy Oyen et Toni Brogno.
24  : Première sélection pour Thomas Vermaelen et Gill Swerts du côté belge et pour Thomas Wolf (en) du côté luxembourgeois.
25  : Premier match de René Vandereycken en tant que sélectionneur national.
26  : L'arbitre autrichien Thomas Einwaller mit fin prématurément à la rencontre à la 65e minute de jeu pour cause de neige trop abondante.
27  : Première sélection pour Jeroen Simaeys, Eden Hazard et Killian Overmeire.
28  : Premier but en sélection pour Mario Mutsch.
29  : Ce match amical fut organisé pour célébrer le 100e anniversaire de la Fédération luxembourgeoise de football (FLF).
30  : La FIFA a initialement déclassé et requalifié cette rencontre comme match d’entraînement le 3 juin 2014 car la Belgique a effectué 7 remplacements au lieu des 6 autorisés lors de rencontres amicales avant de se raviser, toutefois sans communication officielle.
31  : Première sélection pour Sammy Bossut, Adnan Januzaj et Divock Origi du côté belge et pour Anthony Moris et Dwayn Holter du côté luxembourgeois.